# Microchilus (djur)
För släktet med orkidéer, se Microchilus (växter)
Microchilus är ett släkte med skalbaggar som omfattar två arter. Microchilus ingår i familjen Rutelidae.

## Arter
Arter inom släktet enligt Catalogue of Life:
- Microchilus lineatus
- Microchilus rodmani